# Salix scouleriana
Espèce
Classification phylogénétique
Salix scouleriana, le saule de Scouler, est une espèce de plantes à fleurs de la famille des Salicaceae. C'est un saule originaire de l'ouest de l'Amérique du Nord. Les autres noms parfois portés sont le saule du feu, le saule Nuttall, le saule de montagne et le saule noir.

## Synonymie
- S. brachystachys Benth.,
- S. capreoides Anderss.,
- S. flavescens Nutt.,
- S. nuttallii Sarg.,
- S. stagnalis Nutt.

## Description

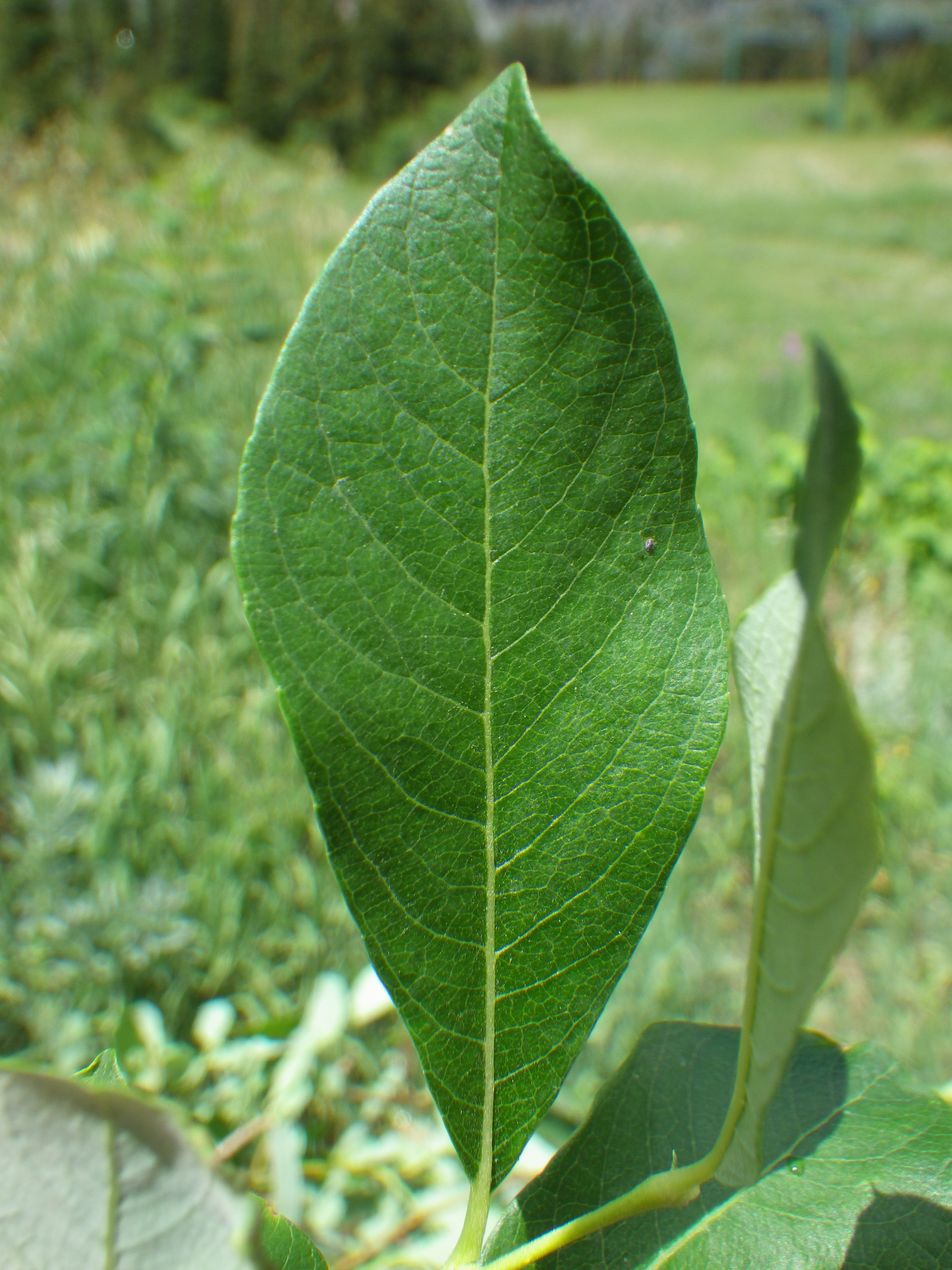
Dessus de feuille.
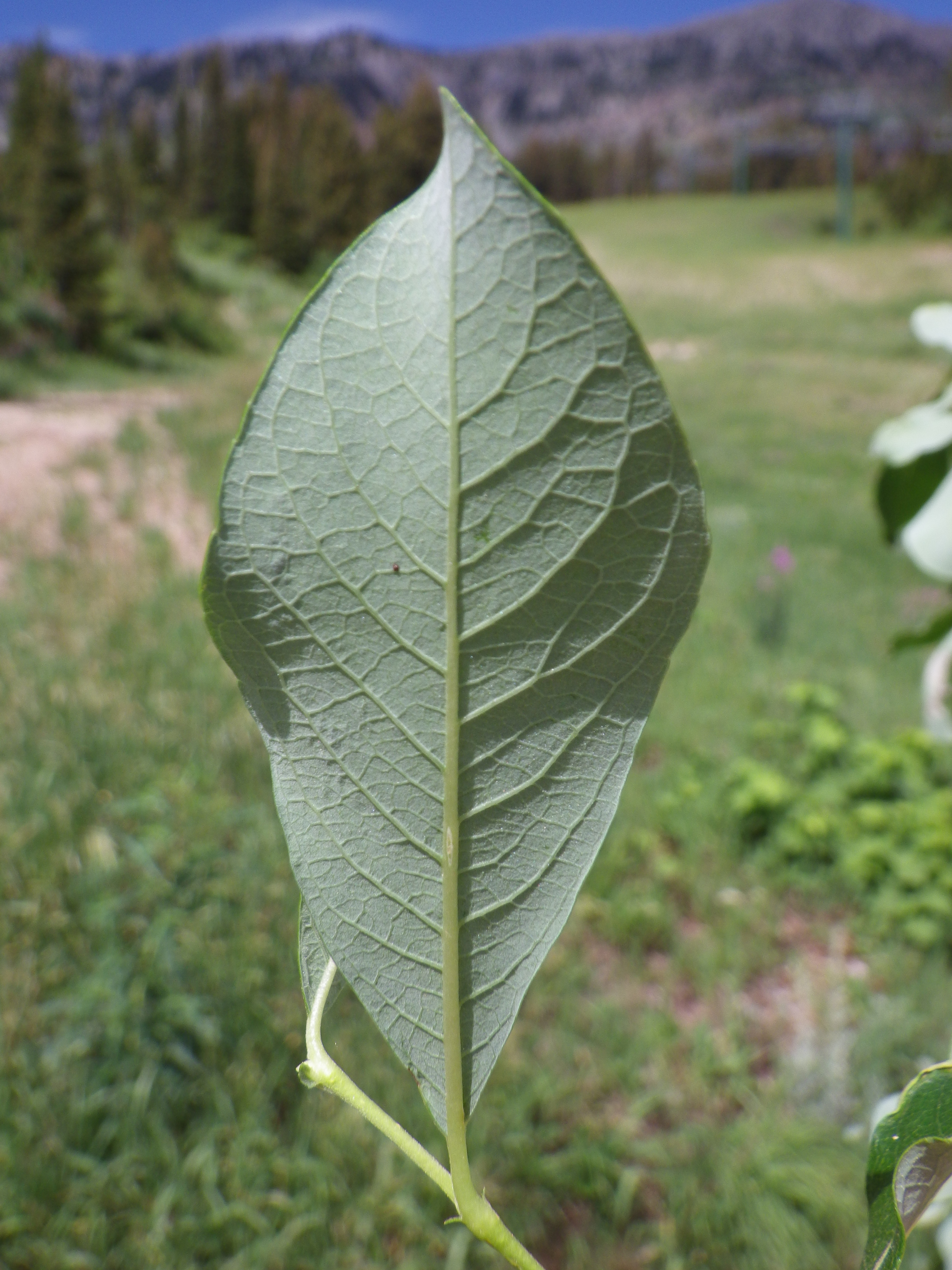
Dessous.
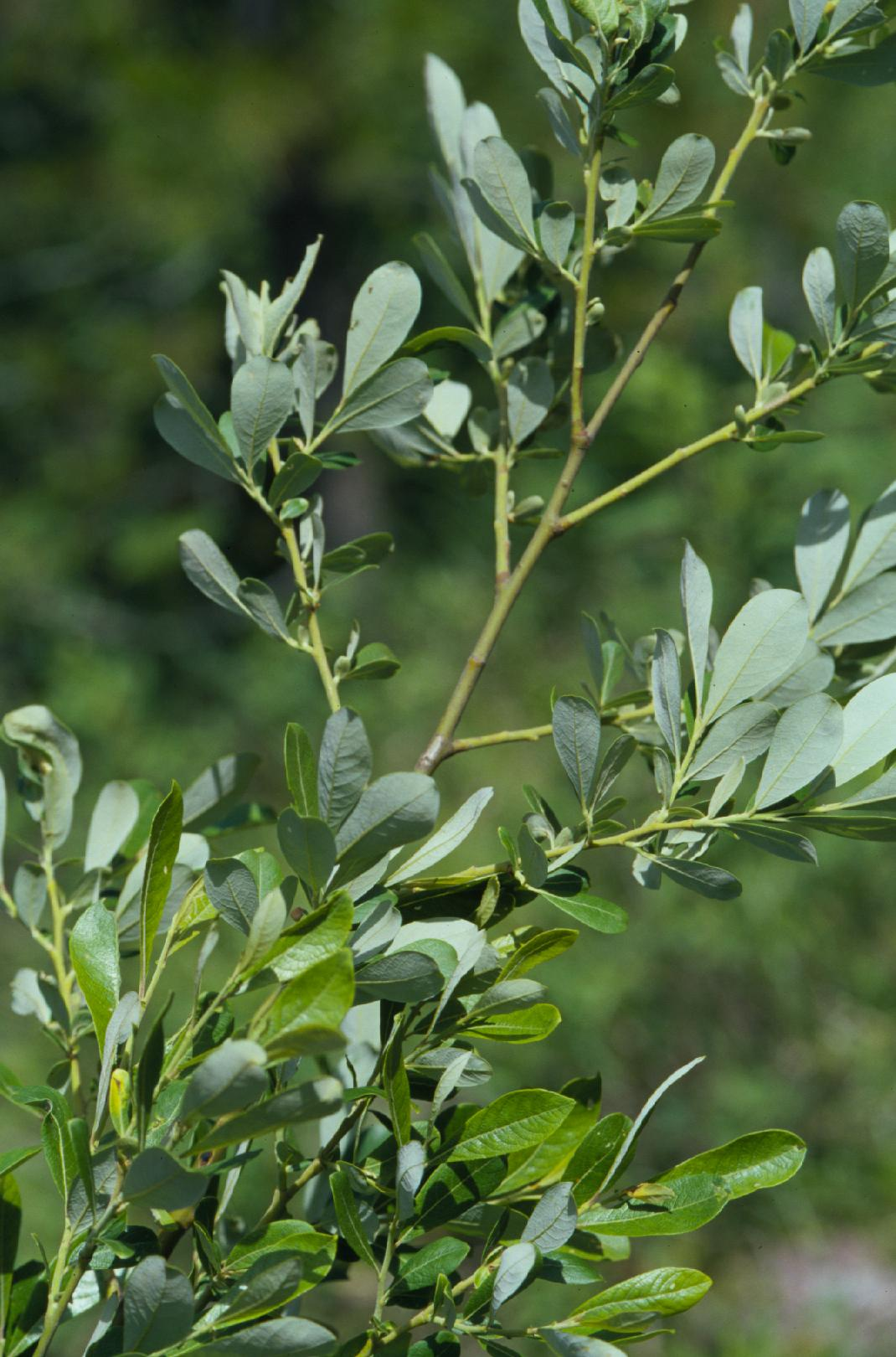
Rameau.

Salix scouleriana est un arbuste ou un petit arbre, en fonction de l'environnement, généralement avec des troncs multiples qui atteignent 2 à 7 m de hauteur en altitude et d'autres environnements secs, froids, difficiles et de 10 à 20 m dans les sites favorables. Les tiges sont droites et soutiennent quelques branches formant généralement des couronnes étroites. Le système racinaire est fibreux, profond et généralisé. L'aubier épais est presque blanc, et le duramen est brun clair, teinté de rouge. L'écorce du tronc est brune mince, grise ou noire, avec de larges excroissances plates. Les brindilles sont robustes et vert blanchâtre. Les feuilles sont d'oblancéolées à elliptiques, de 5-12,5 cm de long, la plupart du temps avec une courte pointe à l'apex et effilée vers la base, avec l'ensemble des marges faiblement ondulées et dentées. Elles sont de couleur vert foncé et presque glabres au-dessus, blanches ou gris-soyeux au-dessous.
Comme tous les saules, l'espèce est dioïque, ayant fleur mâle et fleur femelle sur des arbres différents. Les fleurs sont minuscules, regroupées dans les chatons femelles. Les anthères, groupées à deux par fleur, sont jaunes, parfois à bout rouge. Les pistils sont rouges. Le fruit est rouge-brun, avec des capsules longues et pointues, d'environ 0,75 cm de long. À maturité, elles s'ouvrent pour libérer un duvet blanc avec de minuscules graines incrustées.
L'espèce a 2n = 76 ou 114 chromosomes.

## Répartition

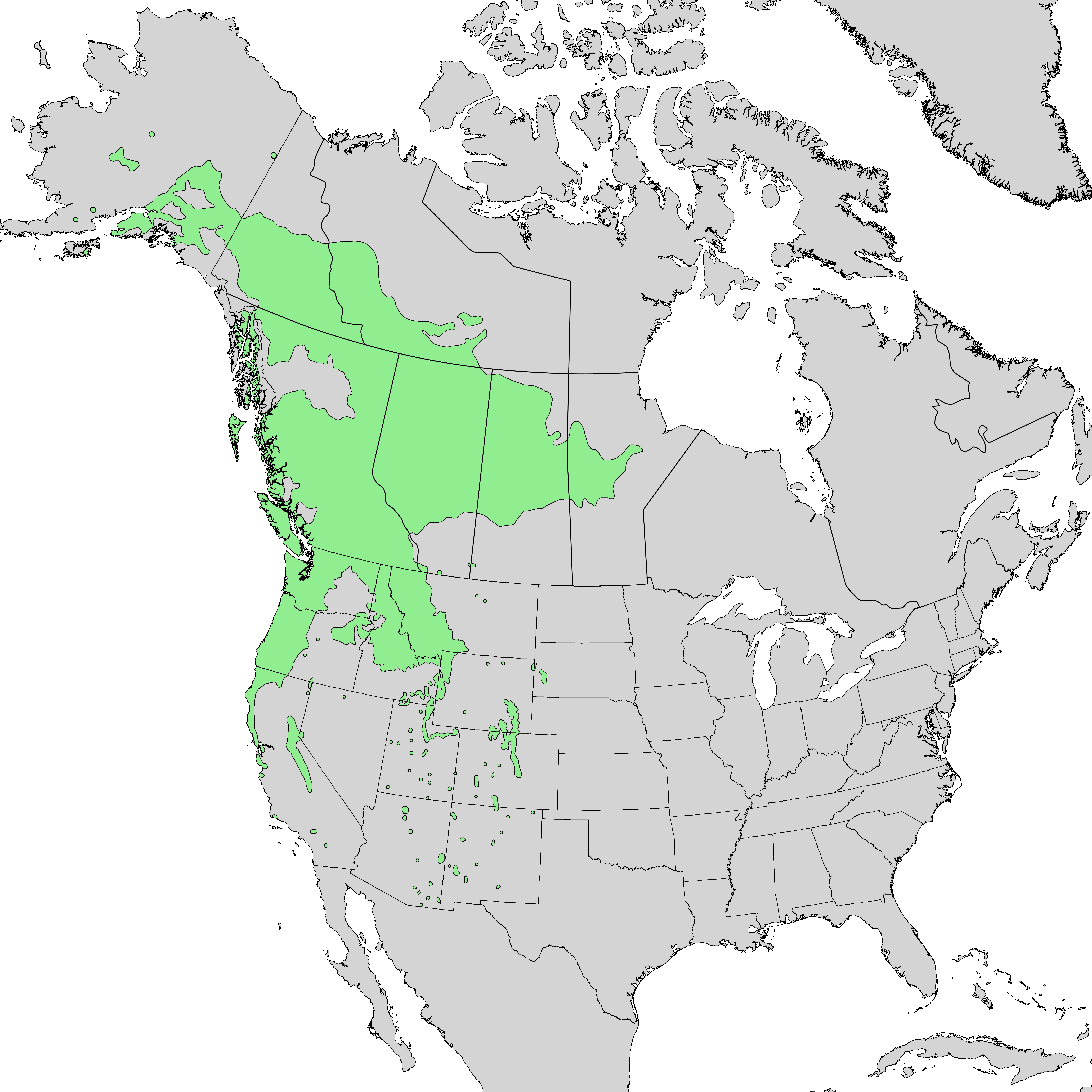
Répartition naturelle.

L'espèce se rencontre du sud de l'Alaska, à l'est et à l'ouest du Territoire du Nord-Ouest, le centre du Manitoba, les Black Hills, au Dakota du Sud, au sud des Rocheuses à Coahuila, le long de la côte de la Colombie-Britannique, le  Washington, l'Oregon et la Sierra Nevada, en Californie.

## Écologie
Le saule de Scouler est le plus commun des saules. Il envahit rapidement et abondamment l'espace libéré après les incendies et l'exploitation forestière. Des semis en sol minéral sont nécessaires pour l'établissement des jeunes plants (Direction générale des pratiques forestières 1997).
Dans les régions du nord, il se reproduit dans les halliers de saule, les zones et les forêts perturbées. Aux basses latitudes, l'espèce pousse dans les anciennes coupes à blanc, les zones brûlées, les forêts exploitées et les zones de perturbations naturelles, tels les secteurs d'avalanches et les zones inondables par les rivières. Ce sont tous des lieux humides, bien drainés et même des sites mal drainés. Bien que ce saule accepte des conditions plus sèches que la plupart des autres saules, il ne tolère pas les déserts et les conditions trop arides. C'est une composante d'un grand nombre de types de végétation. À quelques exceptions près, il est le seul saule trouvé avec d'autres arbres dans les forêts occidentales en montagne. Les sols de toutes textures, y compris les sols rocailleux et les sols dérivés de la plupart des matériaux parents sont colonisés. Salix scouleriana s'adapte aux altitudes jusqu'à environ 3 000 m. Il est détruit par tous les feux, mais généralement une quantité supérieure à 65 % des graines germent rapidement après un sinistre. L'espèce ne tolère pas l'ombre. Quand elle est dominée par des  conifères et d'autres arbres, elle commence à décliner.

## Reproduction

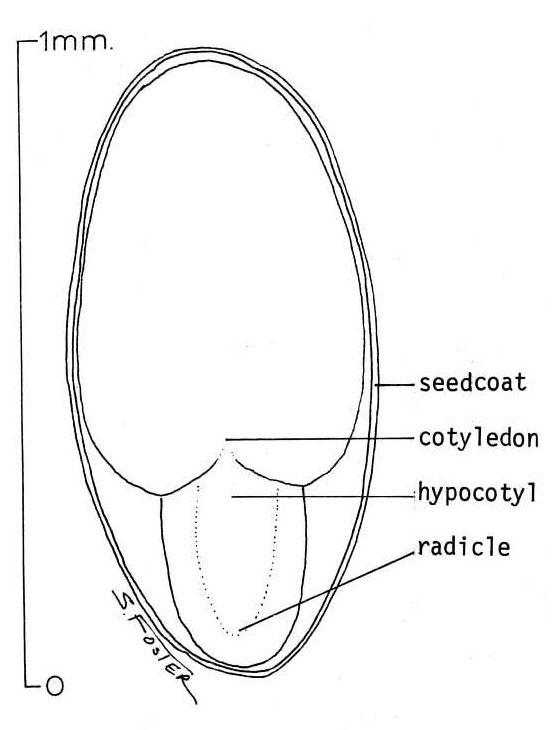
Graine de Salix scouleriana.

L'arbre fleurit de la moitié à la fin du printemps. Les fleurs apparaissent avant les feuilles, souvent alors que la neige est encore sur le terrain. La fructification se produit à partir de la fin du printemps jusqu'au milieu de l'été, selon la région. Les fleurs sont pollinisées par les insectes. Sur environ 14 300 graines nettoyées, la germination épigée commence à se produire dans 12 à 24 heures après que les graines soient déposées sur sol mouillé. La germination atteint généralement 95 % en un ou deux jours. Les graines sont dispersées par le vent.
Les plantes repoussent à partir du collet lorsqu'elles sont coupées ou à partir de la section si elle est supérieure. Des morceaux de la plante et la racine elle-même peuvent reprendre s'ils sont partiellement enfouis dans un sol humide.

## Croissance et gestion
La croissance annuelle des pousses de tiges coupées et mises en terre varie de 1 à 3 m par an. Jusqu'à 60 pousses peuvent être produites par tige. La hauteur maximale à 20 ans est d'environ 9 m. À des altitudes élevées, les arbustes atteignent 4 à 5 m en 15 ans. Après quoi, la croissance ralentit jusqu'à ce qu'une hauteur maximale de 10 m soit atteinte. Les fruits doivent être ramassés à la main ou avec des perches d'élagage dès qu'ils passent du vert au jaune. Les capsules sont séchées à l'air jusqu'à l'ouverture. En général, les graines doivent être semées le plus tôt possible parce qu'elles restent viables pendant quelques jours seulement. Les semences peuvent être stockées dans des conteneurs scellés sous réfrigération pendant quatre à six semaines mais la germination commence à baisser rapidement après 10 jours. Les graines sont diffusées sur des lits bien préparés qui sont conservés humides en permanence jusqu'à la germination et la levée des semis. La lumière est nécessaire à la germination. L'espacement recommandé en utilisant des boutures pour le contrôle de l'érosion est de 1,80 m par 1,80 m. Pour des tiges non racinées ou des boutures plus courtes, 0,60 m. Les boutures racinées peuvent être cultivées à 3 m de hauteur dans des récipients. Les boutures doivent être de 45 à 60 cm de long. Les grosses tiges (non recommandé) devraient être de 1,20 m de long.

## Avantages
Le saule de Scouler protège le sol et aide à revenir à des sites à couverture forestière après des perturbations. En grandissant le long des ruisseaux, il aide à protéger les berges contre l'érosion et les variations des cours d'eau, maintenant ainsi la température de l'eau plus froide. La couverture fournie est important pour les mammifères et les oiseaux. Les fleurs fournissent du pollen et du nectar pour les abeilles au début du printemps.
C'est une espèce importante pour l'alimentation du bétail et les animaux sauvages. Bovins, moutons et chèvres s'en nourrissent. C'est parfois une des espèces alimentaires préférées pour le cerf de Virginie, le cerf à queue noire et le cerf mulet, les wapitis, l'orignal et le mouflon d'Amérique. Les petits mammifères, les ours, la sauvagine, consomment les feuilles, les bourgeons et les graines. Les jeunes pousses (brindilles et feuilles) contiennent 41 % de matière sèche, la protéine se monte à 4 %, 2 % de matières grasses, l'extrait exempt d'azote de 20,8 %, 11,2 % de fibres brutes, et de bonnes quantités de nutriments minéraux.
Le bois, doux et à grain fin, est utilisé dans une mesure limitée pour le bois de chauffage et de sculpture. Les Secwepemc de la Colombie-Britannique ont utilisé le bois pour fumer le poisson, le séchage de la viande et la construction de barrages de pêche. L'écorce interne a servi pour l'arrimage, les cordages et les bandeaux. Des décoctions de brindilles sont fabriquées à usage médical pour le traitement des boutons, les odeurs corporelles et l'érythème fessier.